# Cereceda de la Sierra (kommunhuvudort)
Cereceda de la Sierra är en kommunhuvudort i Spanien.   Den ligger i provinsen Provincia de Salamanca och regionen Kastilien och Leon, i den centrala delen av landet, 200 km väster om huvudstaden Madrid. Cereceda de la Sierra ligger 982 meter över havet och antalet invånare är 101.
Terrängen runt Cereceda de la Sierra är huvudsakligen kuperad, men åt nordväst är den platt. Runt Cereceda de la Sierra är det mycket glesbefolkat, med 5 invånare per kvadratkilometer. Närmaste större samhälle är La Alberca, 8,7 km söder om Cereceda de la Sierra. 